# Malaxis calcicola
Malaxis calcicola är en orkidéart som beskrevs av P.O'byrne och Jaap J. Vermeulen. Malaxis calcicola ingår i släktet knottblomstersläktet, och familjen orkidéer.
Artens utbredningsområde är Sulawesi. Inga underarter finns listade i Catalogue of Life.